# بریک-آلگا
بریک-آلگا (به لاتین: Brik-Alga) یک منطقهٔ مسکونی در روسیه است که در باشقیرستان واقع شده‌است.